# Georges Fatôme
Georges Fatôme, né le 15 juin 1919 à Cherbourg, et mort le 21 novembre 2006 à Cherbourg-Octeville, est un homme politique français.
Charpentier-tôlier à l'arsenal de Cherbourg, il milite à la SFIO, et entre au conseil municipal de Tourlaville en avril 1945, sur la « liste républicaine d’action sociale et communale » du radical Camille Leclerc, devenant troisième adjoint. En 1947, sans être tête de liste de « concentration laïque et socialiste » et devient l'un des plus jeunes maires français le 31 octobre.
Maire de Tourlaville durant un demi-siècle, il est celui qui a accompagné la mutation de la ville d'un territoire rural à une commune urbaine, à travers par exemple la construction d'établissements scolaires et la création d'une zone artisanale et d'une zone industrielle.
Il a également milité pour l'implantation dans sa commune de l'INTECHMER, premier établissement d'enseignement supérieur du Cotentin. Il participe à la création de la Communauté urbaine de Cherbourg comme vice-président, et à son évolution comme président, s'opposant toutefois au « Grand Cherbourg ». À ce poste, il accompagne l'implantation de la centrale nucléaire de Flamanville.
Il fut, avec Louis Darinot, l'un des piliers du Parti socialiste de la Manche. Fortement ancré dans sa commune, et doté d'une forte personnalité, il n'hésite pas à aller contre les instances de son parti, provoquant un début d'opposition interne à la fin des années 1980.

## Mandats et fonctions
Maire de Tourlaville1947-1995
Président de la Communauté urbaine de Cherbourg1979-1983
Vice-président de la CUC1970-1979 et 1983-1995
Conseiller général de la Manche1973-1994
Conseiller régional de Basse-Normandie1977-1983

## Sources
- Hommage à Georges Fatôme, Le Journal de la Communauté urbaine de Cherbourg, janvier 2007
- Georges Fatôme, Reflets no 116, décembre 2006
- Vie politique tourlavillaise de 1945 à 1995, interview de François Hubert, Reflets no 105, novembre 2005
- Généawiki[source insuffisante]